# Padre di tutte le bombe
La Bomba termobarica dell'aviazione di maggiore potenza conosciuta in inglese come Aviation Thermobaric Bomb of Increased Power (ATBIP) (in russo Авиационная вакуумная бомба повышенной мощности (АВБПМ))?, Aviatsionnaya vakuumnaya bomba povyshennoy moshchnosti (AVBPM) che significa Bomba aeromobile di elevata potenza che crea il vuoto), altrimenti nota con l'acronimo FOAB "Father of All Bombs" ("Padre di tutte le bombe") è una bomba a caduta libera, di tipo termobarico, di fabbricazione russa. Il capo delle forze armate russe, Alexander Rukshin, ne ha descritto gli effetti distruttivi in questo modo: "tutto ciò che è vivo semplicemente evapora".

## Utilizzo e descrizione
Con una potenza, dichiarata in via ufficiosa, pari a 44 tonnellate di TNT (effetto ottenuto con circa 7 tonnellate di un nuovo tipo di esplosivo ad alto potenziale), tale ordigno avrebbe una potenza esplosiva quadrupla rispetto alla bomba GBU-43 Massive Ordnance Air Blast bomb delle forze armate statunitensi (il cui acronimo ufficiale militare è MOAB, a cui corrisponde anche l'acronimo popolare di "Mother of All Bombs", "madre di tutte le bombe"). Questo renderebbe l'ordigno russo la più potente arma convenzionale (non nucleare) nel mondo, anche se le affermazioni fatte dalla Russia sulle dimensioni dell'ordigno e sulla sua potenza esplosiva sono state messe in dubbio da analisti del Dipartimento della Difesa degli Stati Uniti d'America e da altri esperti del mondo occidentale.
La bomba è stata sottoposta, con successo, a una prova sul campo nella tarda serata dell'11 settembre 2007: sganciata da un Tupolev Tu-160, la bomba ha provocato distruzione nel raggio di 300 metri e ha una potenza pari a 44 tonnellate di TNT (mentre il MOAB degli Stati Uniti è pari a 11 tonnellate di TNT). In aggiunta, i gas dopo l'esplosione provocano un vuoto (da cui il nome in russo) che provoca ulteriori danni. Secondo i militari russi l'arma sostituirà diversi tipi di bombe nucleari di piccola taglia del loro arsenale.

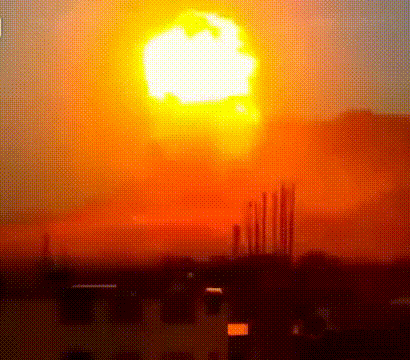
L'esplosione della bomba nel test dell'11 settembre 2007.

## Differenze tra MOAB e FOAB
| Dato                  | MОАВ            | FОАВ                        |
| --------------------- | --------------- | --------------------------- |
| Peso:                 | 10,3 tonnellate | 7,1 tonnellate              |
| TNT equivalente:      | 11 tonnellate   | ≈44 tonnellate              |
| Raggio di esplosione: | 150 metri       | 300 metri                   |
| Guida:                | INS/GPS         | Sconosciuto (forse GLONASS) |